# Пирантел
Пирантел — противогельминтный препарат. Действует на нематоды, вызывая нейромышечную блокаду у чувствительных к нему организмов (острицы Enterobius vermicularis, аскариды Ascaris Lumbricoides, анкилостомы Ancylostoma duodenale, Necator americanus и других), что облегчает их выведение из пищеварительного тракта. Действует на паразитов в ранней фазе развития и на их зрелые формы, не действует на личинки во время их миграции в тканях. Одновременное назначение слабительных не требуется.
Эффективен при аскаридозах, энтеробиозах, анкилостомозах, некаторозах; в меньшей степени — при
трихоцефалёзах.
Пирантел входит в перечень жизненно необходимых и важнейших лекарственных препаратов. Широко применяется и в ветеринарии.

## Противопоказания
- Повышенная чувствительность к составляющим данного препарата
- Миастения (период лечения)
- С осторожностью — беременность, период лактации

Также препарат не рекомендован детям до 3 лет и людям с печеночной недостаточностью.

## Способ применения и дозы
Пирантел применяют внутрь во время или после еды, тщательно разжевывая таблетку и запивая небольшим количеством воды.
При аскаридозе и энтеробиозе, при смешанных инвазиях этими гельминтами — внутрь (суспензия или таблетки), однократно, после завтрака из расчета 10 мг/кг. Взрослым и детям старше 12 лет — 750 мг (3 таблетки), при массе тела более 75 кг — 1 г (4 таблетки). Детям от 6 мес. до 2 лет — 125 мг, 2-6 лет — 250 мг (1 таблетка), 6-12 лет — 500 мг (2 таблетки). Во избежание самозаражения допускается повторение курса через 3 нед. после первого приема. При анкилостомозе, сочетании некатороза с аскаридозом или при др. сочетанных гельминтных поражениях назначают в течение 3 дней по 10 мг/кг/сут. или в течение 2 дней — по 20 мг/кг/сут. При изолированном аскаридозе — 5 мг/кг однократно.
Кроме того, пирантел эмбонат или другие соли пирантела оказались эффективным против цестод в дозе 38 мг/кг (для лошадей).

## Побочные действия
Может быть: тошнота, рвота, отсутствие аппетита, диарея, а также боли и спазмы желудка.
Также возможны такие негативные влияния, как сонливость и/или бессонница, повышение температуры тела, головокружение, общая слабость, сыпь.
Заметна зависимость побочных проявлений от степени инвазии. Предположительно, все побочные действия вызываются только воздействием продуктов разложения гельминтов (и микроорганизмов, выделяющихся при их распаде) на организм хозяина.

## Лекарственные взаимодействия
Не следует назначать совместно с пиперазином либо левамизолом, так как при этом действие препарата ослабляется. Кроме того, пирантел повышает концентрацию теофиллина в плазме крови при их совместном применении